# Anne-Marie Van Nuffel
Anne-Marie Van Nuffel, född 22 maj 1956, är en friidrottare från Belgien. Hon deltog vid olympiska sommarspelen 1976 och olympiska sommarspelen 1980.